# Muus
Muus er navnet på to uddøde adelsslægter (som egentlig var grene af andre adelsslægter) og to nulevende danske borgerslægter.

## Våben
- Muus til Stenalt: Sort møllehjul på sølv, på hjelmen to vesselhorn i skiftende sort og sølv
- Muus til Ullerup: To sorte sparrer på sølv.

## Adelsslægter, som har ført navnet Muus
Navnet Muus er blevet ført af flere mindre adelslægter, således af Muus af Stenalt, der måske er en linje af slægten Prip, og Muus af Ullerup, der sikkert er en gren af slægten Hvas, samt af linjer af slægterne Munk og Thott.
Den ældst kendte Muus er Torkild Muus, der er opført på "Broderlisten" (Isti tres fraters) i Kong Valdemars Jordebog på et tidspunkt mellem 1182 og 1202.
Johannes Muus til Stenalt, der kendes fra et dokument fra 1351, hvor han besegler et vidne ved Hovlbjerg Herredsting, må antages at være født i begyndelsen af 1300-tallet og var fader til Laurens, Tage og Niels Muus.
Niels Muus til Ullerup, hvis søn Albret Muus kendes fra et dokument fra 1502, hvor han pantsætter en gård ved Hvidbjerg til provsten af Mors.
Ridderen Jep Muus (død 14. september 1394) var formodentlig søn af den ridder Niels Jensen Muus i Sjælland, der 1365 optræder som arving efter en ældre Jep Muus, der havde været pantebesidder af Højby i Ods Herred.

## Andre personer
Anders Muus (ca. 1455-1535) var dansk (katolsk) biskop og kongelig sekretær til Christian II. Hans herkomst er ukendt.
Købmand i Christiania Søren Muus (død 1694) var fader til biskop Christian Muus (1656-1717).

## De borgerlige slægter Muus

### Efterkommere af Anders Muus
Den mest udbredte slægt med navnet er en fynsk handelsmandsslægt, som kan føres tilbage til gårdmand og foged i Åsum Anders Muus (1615-1676). Dennes fader var Jacob Muus, om hvem der ikke findes oplysninger, men han må være født i slutningen af 1500-tallet.
Anders Muus' sønnesøn Lars Muus (1678-1748) optog navnet efter sit fødested Musegården ved Seden. Han var købmand og skipper i Kerteminde og bedstefader til brødrene, sognepræst til Havdrup og Kirke Skensved Laurids Muus(1744-1774) og etatsråd, toldinspektør Hans Muus (1758-1841), der var fader til Thor Muus (1803-1880) til Sørup og til formand for borgerrepræsentationen i Kerteminde, svensk-norsk og britisk vicekonsul i Odense Elias Bendz Muus (1805-1893); af dennes børn skal nævnes Christiane Antonie Marie Reinholdine Bruun Muus (1835-1923), gift med generalløjtnant Johan Frederik Lorenzen (1831-1907), Oline Johanne Dorothea Bruun Muus (1836-1864) og Betzy Magdalene Muus (1843-1905), der begge var gift med genealogen, etatsråd Hans Rudolf Hiort-Lorenzen (1832-1917), konsul, grosserer Laurids Christian August Bruun Muus (1837-1927) — hvis søn var generalkonsul, grosserer Kai Bruun Muus (1877-1940) — og grosserer, handelsminister Oscar Hakon Valdemar Bruun Muus (1847-1918), der var fader til direktør Gunnar Guldberg Muus (1877-1941) og til vicekonsul, grosserer Thorbjørn Eigil Guldberg Muus (1881-1963), som var fader til grosserer og konsul Hans Muus (1916-1988) og direktør Harald Muus (født 1923).
Grosserer Kai Bruun Muus var fader til modstandsmanden Flemming Bruun Muus (1907-1982), mens handelsminister Oscar B. Muus var fader til grosserer Elias Bruun Muus (1875-1956), som var fader til zoolog, professor, dr.phil. Bent Jørgen Muus (1926-2006).
Ovennævnte pastor Laurids Muus (1744-1774) var bestefader til borgmester Nikolai Esmark Muus (1830-1894) — hvis søn var skovrider Frants Vilhelm Ferdinand Ahlefeldt Øllgaard Muus (1873-1934) — og til oberst Laurids Hack Ludvig Muus (1814-1872), af hvis børn skal nævnes Magna Valborg Julie Augusta Muus (1850-1933), gift med bankdirektør Poul Christian Conrad Harhoff (1843-1927), oberst Gerhard Christof Muus (1852-1936), i ægteskab med forfatterinde Mathilde Muus (1852-1935), og læge Niels Rothenborg Muus (1866-1947).
Ovennævnte proprietær Thor Muus (1803-1880) til Sørup var fader til proprietær Hans Joachim Muus (1832-1918), som var fader til apoteker Laurits Tage Muus (1873-1928), som var fader til tvillingerne grafiker Mary Jane Crafoord Muus (1919-2007) og professor i fysik Laurits Tage Muus (1919-2002).

### Efterkommere af Jacob Riis
En dansk præsteslægt Muus føres tilbage til brygger i København Jacob Riis, hvis hustru Anna Nielsdatter Muus tilhørte en norsk slægt; deres søn, kapellan i Kerteminde Niels Jacobsen Muus (1660-1724) var bedstefader til sognepræst i Sæby Niels Jacobsen Muus (1727-1784) og til forvalter, senere ejer af Rådegård Johannes Jacob Muus (1750-1828), af hvis børn skal nævnes Marthe Christence Muus (1794-1866), gift med justitsråd, klædefabrikant Johan Philip Weilbach (1786-1856), og bibliotekar Carl (Augustin) Høffding Muus (1796-1885)

## Tilhørsforhold mangler afklaring
- Dirigent og pianist Niels Muus (født 1958).

## Udbredelse
Pr. januar 2013 var der 116 personer i Danmark ved navn Muus. Slægten har desuden forgreninger til Norge, Tyskland, Holland og USA.